# Nacionalni muzej Koreje
Nacionalni muzej Koreje (kor. 국립중앙박물관, transl. Gunglib Jung-ang Bangmulgwan) je najvažniji muzej za povijest Koreje i korejsku umjetnost, kao i glavna kulturna institucija koja predstavlja Koreju; te jedan od najvećih muzeja u Aziji. 
Od svog osnutka 1945. godine, muzej je bio posvećen različitim studijama i istraživačkim aktivnostima iz područja arheologije, povijesti i umjetnosti, kontinuirano razvijajući različite izložbe i obrazovne programe
God. 2012., objavljeno je da je kako je muzej, od preseljenja u kvart Yongsan 2005. godine, privukao 20 milijuna posjetitelja ili preko 3 milijuna godišnje, što ga čini jednim od najposjećenijih muzeja na svijetu i Aziji, te najposjećenijim u Južnoj Koreji..

## Povijest
Car Sunjong osnovao je prvi muzej u Koreji 1909. god., nazvan „Carski kućni muzej”. Zbirke Muzeja carskih domova u Changgyeonggungu i Općeg muzeja japanske vlade, upravljanih za vrijeme japanske vladavine Korejom, postale su jezgro zbirke Nacionalnog muzeja, koja je osnovana kada je Južna Koreja ponovno stekla neovisnost 1945. godine.
Tijekom Korejskog rata, 20.000 predmeta iz muzeja sigurno je premješteno u Busan kako bi se izbjeglo njihovo uništenje. Kad se muzej nakon rata vratio u Seul, bio je smješten u palačama Gyeongbokgung i Deoksugung. God. 1972., muzej se preselio u novu zgradu, uzgrađenu na temelju palače Gyeonbokgung. Muzej je ponovno premješten 1986. god. u Jungangcheong, bivšu zgradu opće vlade Japana, gdje je bio smješten (s određenim kontroverzama i kritikama) do rušenja zgrade 1995. god. Muzej je u prosincu 1996. otvoren za privremeni smještaj u obnovljenoj dvorani za socijalno obrazovanje, prije nego što je 28. listopada 2005. službeno otvorena u svojoj velikoj novoj zgradi u obiteljskom parku Yongsan.
On je šesti po veličini muzej na svijetu po površini, koji sada zauzima ukupno 3.180.000 četvornih metara. Kako bi se zaštitili artefakti unutar muzeja izgrađena je glavna zgrada koja je mogla podnijeti potres magnitude 6,0 po Richteru. Također, izložbene vitrine su opremljene platformama koje apsorbiraju udarce. Tu je i sustav prirodne rasvjete koji koristi sunčevu svjetlost umjesto umjetnih svjetala i posebno dizajniran klimatizacijski sustav. Muzej je izrađen od vatrootpornih materijala i ima posebne izložbene dvorane, obrazovne prostore, dječji muzej, ogromne izložbene prostore na otvorenom, restorane, kafiće i trgovine.

## Ustroj i kolekcija
Muzej je podijeljen na tri kata, pri čemu, simbolično, lijeva strana muzeja treba predstavljati prošlost, dok desna strana muzeja predstavlja budućnost. U prizemlju su parkovi, vrtovi autohtonih biljaka, slapovi i bazeni, te zbirka pagoda, stupa, lampiona i stela (uključujući Nacionalno blago Koreje br. 2, Veliko zvono Bosingaka, primjer korejskih zvona iz razdoblja Joseona).

### Prvi kat
Na prvom katu je pretpovijesna i povijesna galerija koja sadrži otprilike 4.500 artefakata od paleolitika do razdoblja Ujedinjene Sile (668. – 935.), iskopanih s nalazišta širom Koreje. Devet izložbenih soba u galeriji su paleolitska soba, neolitska soba, brončano doba i Gojoseon soba, soba Tri kraljevstva, soba Goguryeo, soba Baekje, soba Gaya i Soba Sila. Tu su izloženi predmeti od kremenih ručnih sjekira do luksuznih drevnih kraljevskih ukrasa, koji prikazuju dug put ranih doseljenika na poluotoku do razvijanja jedinstvene korejske kulture. Neki od najvažnijih izložaka su petroglifi Bangudae i Songgung-ni u neolitskoj i sobi brončanog doba.
Na prvom katu izloženi su predmeti srednjovjekovne i rane moderne povijesti, koja prikazuje kulturno-povijesnu baštinu kroz razdoblja Ujedinjene Sile (8 soba), Balhae, Goryeo i Joseon (po jedna soba za svako razdoblje). 
- Lijesovi-vrčevi, 4.-5. st.
- Zamišljeni Bodisatva, Nacionalno blago br. 83.
- Kandilo za tamjan od celadon keramike, Nacionalno blago Koreje br. 95., 12. st.
- Posuda od buncheong okamine, 14. st.
- Desetorokatna pagoda iz hrama Gyeongcheonsa, Nacionalno blago Koreje br. 86., 1348.

### Drugi kat
Na drugom katu nalaze se Galerija donacija i Galerija kaligrafije i slikarstva, koje sadrže 890 umjetničkih djela koje linijama i bojama prikazuju tradicionalne i vjerske umjetnosti Koreje. Galerija kaligrafije i slikarstva podijeljena je u četiri prostorije: Soba za slikanje, Soba za kaligrafiju, Soba budističkih slika i Sarangbang (Studio znalca). U Galeriji donacija nalazi se 800 umjetnina doniranih iz privatnih kolekcija mnogih kolekcionara. Galerija je podijeljena u jedanaest soba.
- Nepoznati umjetnik iz dinastije Goryeo, Portret Xijiana, 1236.
- Kim Myeongguk, Bodidarma prelazi rijeku sa slomljenom granom, 17. st.
- Byeon Sang-byeok, Mačke i vrapci, 1730-ih.
- Danwon, Rasplesani dječak, 1780.
- Yi Myeong-gi (navodno), Portret Kanga Sehwanga, oko 1792.

### Treći kat
Na trećem katu nalazi se Galerija skulptura i umjetničkih obrta sa 630 predmeta koji predstavljaju korejsku budističku skulpturu i zanatske radove. Pet soba galerije su: Soba za umjetnost od metala, Soba Celadon keramike, Soba Buncheong okamine, Bijeli porculanski salon i Soba budističkih skulptura.
Na trećem katu nalazi se i Azijska galerija umjetnosti koja sadrži 970 djela koja istražuju sličnosti i razlike između azijske umjetnosti i spajanja azijske i zapadne umjetnosti preko Puta svile. Pet soba su: Indijska i jugoistočna azijska umjetnička soba, srednjoazijska umjetnička soba, soba kineske umjetnosti, soba podzemnih relikvija okruga Sinan i soba umjetnosti Japana.
- Zlatna Sila kruna, Nacionalno blago Koreje br. 191, 5. stoljeće pr. Kr.
- Ures u obliku drveta od srebra i zlata, Ujedinjena Sila, 7.-8. st.
- Narativna ploča iz Gandare, 2.-3. st.
- Majka Božica iz Madhya Pradesha, Indija, 6.-7. st.
- Okupljanje četiriju Buda, 1562.

## Vanjske poveznice
|  | Zajednički poslužitelj ima još gradiva o temi Nacionalni muzej Koreje |

- Službene stranice (engl.)

37°31′24″N 126°58′47″W / 37.5233°N 126.9797°W